# Kommunreformen i Sverige 1971

Dagens Sverigekarta med knappt 300 kommuner skapades i samband med "kommunreformen 1971".

Kommunreformen 1971 är en av de kommunreformer (även: kommunindelningsformer) som har skett i Sverige. Den inleddes 1964 och var i stort sett avslutad 1974. Som sista kommun anslöt sig Bara kommun 1977 till Svedala kommun.

## Centralortsprincipen
Kommunreformen 1952 visade sig ganska snart inte vara tillräckligt genomgripande. Man började nu fundera på centralortsprincipen. Städer och landsbygd skulle tillsammans bilda enhetliga kommuner där staden, eller en annan större tätort, skulle utgöra centralort för det omliggande området. 1959 års indelningssakkunniga föreslog en ny kommunreform. Denna gång skulle även köpingarna och städerna vara med och de olika kommuntyperna skulle avskaffas. Samtidigt skedde förberedelser för andra reformer som också skulle leda fram till en mer enhetlig lokal förvaltning av Sverige, som till exempel tingsrättsreformen (då vissa städers egna jurisdiktion avskaffades) och polisväsendets förstatligande samt förändringar på skatteförvaltningens område.

### Norge och Danmark
I Norge däremot genomfördes tidigare inte omfattande kommunreformer som i Sverige. Detta kan ha sin grund i att antalet kommuner vid införandet 1838 bara var 392 och därefter ökade genom delningar fram till ett maximum av 747 år 1930. Norge har (2012) 429 kommuner, med ett invånarantal på i snitt 10 000 personer. 2015 antog det norska Stortinget en lag om en omfattande reform. Antalet kommuner skall fram till år 2018 minskas från 428 till cirka 100. 
I Danmark upprättades genom kommunreformen 1841 1021 landskommuner (danska: sognekommuner), som nådde sin maximum 1965 med 1257 stycken. Därtill kom 88 städer (danska: købstadskommuner), alltså 1345 kommuner totalt. Den sista staden, Skjern, inrättades 1958. Senare genomfördes en kommunreform år 1970 och ytterligare en 2007, då man minskade antalet kommuner från 270 till 98 stycken. I dessa kommunindelningsreformer har inte centralortsprincipen (ju större ort desto större omland) avgjort, utan istället att befolkningen ska vara ungefär lika stor som genomsnittskommunen och att omlandet kring kommuncentret ska ha närmare dit än till grannkommunens kommuncentrum.

## Block, typ och namn

### Kommunblock
Riksdagen tog beslut om kommunreformen 1962. Tanken var att sammanläggningarna skulle ske frivilligt. Den livligt debatterade processen inleddes 1 januari 1964 då landets kommuner grupperades i 282 kommunblock. Inom dessa skulle de ingående kommunerna samarbeta och "lära känna varandra" under åren fram till att de nya "blockkommunerna" skulle kunna bildas. Siktet var inställt på 1971. 
Blockkommun var ett nytt begrepp som hade myntats för att beskriva de nya kommunerna, som oftast hade samma namn som en av de ingående delarna. Detta ingick aldrig i namnet på de nya kommunerna och kom snart ur bruk. Även blockkommunerna kallades ibland övergångsvis "storkommuner" i folkmun.
I några fall gick reformen ganska snabbt; ett antal sammanläggningar gjordes redan 1965, 1967 och 1969. I andra fall fanns det motsättningar mellan kommunerna inom de nya kommunblocken.
Socialdemokraterna och Vänsterpartiet Kommunisterna beslöt i riksdagen 1969 att arbetet skulle påskyndas och frivilligheten upphörde då i praktiken. Tvångsinslaget resulterade i att cirka 40 kommuner i Sverige fick gå upp i större kommuner, mot sin vilja.

### Enhetlig kommuntyp
1 januari 1971 infördes en enhetlig kommuntyp, då samtliga tidigare landskommuner, städer och köpingar ombildades till enbart kommuner. Samtidigt upphörde de få kvarvarande municipalsamhällena. Genom att de flesta kommuner innefattade såväl landsbygds- som tätortsområden och alla hade samma juridiska ställning fanns ingen anledning att ha kvar skilda benämningar. Som en konsekvens av den enhetliga kommuntypen fick två kommuner provisoriskt speciella namn för att skilja dem från andra kommuner med samma namn, nämligen Vinslövs centralkommun (tidigare Vinslövs köping) till skillnad från Vinslövs (lands)kommun och Tierpsbygdens kommun (tidigare Tierps landskommun) till skillnad från Tierps kommun (tidigare köping).

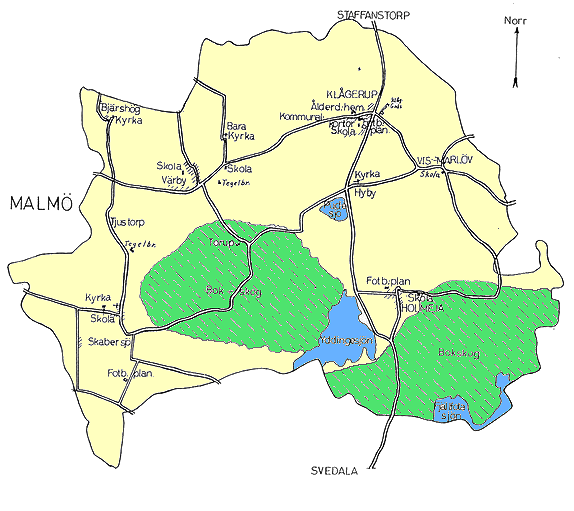
Bara kommun uppgick i Svedala kommun först 1977 – kommunreformens sista sammanslagning.

Först 1974 var reformen huvudsakligen avslutad då de flesta nya kommunerna bildats. Då återstod tre kommunblock, Malmö, Bengtsfors och Habo-Mullsjö. Den sista kommunsammanslagningen ägde rum 1977, då Bara kommun uppgick i Svedala kommun. Några kommunblock befanns mindre lämpliga och upplöstes utan att någon kommunbildning skett. Exempel på detta är Solna-Sundbyberg och Habo-Mullsjö. 1977-79 nådde antalet kommuner i Sverige sitt minimum med 277, jämfört med 2532 maximiåret 1930. 1980 upphörde det sista kommunblocket.
Stadskollegium bytte namn till Kommunstyrelse.

### Namngivningsprinciper
Till följd av kommunreformen var man tvungen att namnge många av de nya och större kommunerna enligt bestämda principer. En vanlig princip var att centralorten (ofta den gamla staden) fick ge namn åt den nya kommunen. Detta blev den vanligaste principen vid namngivningar av kommuner vilka innehöll en tydlig centralort som tidigare haft stadsprivilegier. Exempel på detta är Stockholms kommun, Landskrona kommun, Sävsjö kommun och så vidare.
I de kommuner som inte haft en stad i sig tidigare inträdde en annan vanlig namngivningsprincip, principen att namnge kommunen efter den församling där huvudorten låg. Detta var en praktisk princip då många av de kommuner som saknade tydliga centralorter istället indelats efter församlingsgränser. Då denna situation ofta var fallet i de kommuner som fanns som förorter kring de större städerna var denna princip vanlig här. Exempel på detta är runt Stockholm till exempel Täby kommun, Huddinge kommun, Värmdö kommun med flera och runt Göteborg till exempel Partille kommun.

## Ändringar av länsgränser
I samband med kommunreformen ändrades gränsdragningen mellan Stockholms och Uppsala län där nuvarande Östhammars kommun flyttades över till Uppsala län och Upplands-Bro kommun överfördes till Stockholms län, mellan Hallands och Jönköpings län där Hylte kommun, som till större delen skapades av delar från det senare länet överfördes till det förra, samt mellan Västernorrlands och Jämtlands län där delar av nuvarande Strömsunds kommun flyttades över till Jämtlands län. Del av Hallands län flyttades över till Båstads kommun och därmed Kristianstads län. Delar av dagens Höörs kommun och Ystads kommun flyttades från Kristianstads län till Malmöhus län. Tiveden bytte från Skaraborgs län till Örebro län, Laxå kommun. Södra Råda socken överfördes från Värmlands län till Skaraborgs län, Gullspångs kommun.
Ett antal socknar mellan Kronobergs län och Kalmar län bytte län. Delar av Kalmar län överfördes till Östergötlands län, Åtvidabergs- och Valdemarsviks kommuner.

## Senare delningar och delningsförslag
De flesta av reformerna kritiserades och motarbetades av de liberala partierna i riksdagen. Under den borgerliga regeringsperioden 1976-82 genomfördes de första kommundelningarna, medan de stoppades av regeringen Palme 1982. De borgerliga regeringarna har dock inte centralt initierat några delningar, utan snarare i större utsträckning än socialdemokratiska regeringar accepterat sådana när initiativ till det har tagits på lokal nivå. Sedan 1979 har totalt 13 nya kommuner tillkommit genom delningar. Dessa är följande:
- 1980: Dorotea kommun ur Åsele kommun[8]
- 1980: Vadstena kommun ur Motala kommun[9]
- 1983: Bjurholms kommun ur Vännäs kommun[10]
- 1983: Essunga kommun ur Vara kommun[10]
- 1983: Malå kommun ur Norsjö kommun[10]
- 1983: Salems kommun ur Botkyrka kommun[10]
- 1983: Österåkers kommun ur Vaxholms kommun[10]
- 1992: Trosa kommun ur Nyköpings kommun[11]
- 1992: Gnesta kommun ur Nyköpings kommun[11]
- 1995: Bollebygds kommun ur Borås kommun[12]
- 1995: Lekebergs kommun ur Örebro kommun[12]
- 1999: Nykvarns kommun ur Södertälje kommun[12]
- 2003: Knivsta kommun ur Uppsala kommun[13]

Varje delning har föregåtts av omfattande utredningar och oftast av lokala folkomröstningar. Vissa delningsförslag, som Torshällas separering från Eskilstuna kommun, har dock inte fått lokal majoritet. Däremot har Eskilstuna kommun numera en egen Torshälla stads nämnd, vilken ansvarar för kommunal verksamhet inom det området som tidigare utgjordes av Torshälla stad.
I nedanstående fall har man på senare år folkomröstat om kommundelning som dock inte blivit av:
- 1980: Hova ur Gullspångs kommun
- 1982: Märsta ur Sigtuna kommun
- 1985: någon områdesindelning i Sandvikens kommun
- 1993: Järna, Hölö-Mörkö och Vårdinge ur Södertälje kommun
- 1993: Boo och Saltsjöbaden ur Nacka kommun
- 1994: Hallstavik och Rimbo ur Norrtälje kommun
- 1994: Bo, Sköllersta och Svennevad ur Hallsbergs kommun
- 1998: Askim, Torslanda och Älvsborg ur Göteborgs kommun
- 1999: Skogås och Trångsund ur Huddinge kommun
- 2006: delning av Eskilstuna kommun (Torshälla)
- 2008: delning av Huddinge kommun (Skogås och Trångsund)
- 2014: delning av Botkyrka kommun (Tullinge)